# Говап
Говап (вьетн. Gò Vấp) — городской район (вьетн. quận) Хошимина (Вьетнам). С 80-х годов он подвергся значительной урбанизации. Район наиболее густонаселён, сравнительно других районов города.
Высокий уровень урбанизации сделал Говап одним из трех районов города с высоким процентом роста населения. В частности, в 1976 году в районе проживало 144 тысяч человек, а в 1995 году население увеличилось до 223 тысячи человек, в 2000 году — до 231 тысяч человек, в 2003 году — до 413 тысяч человек, а в 2004 году — до 455 тысяч человек. С 1980 по 2003 год население района Говап увеличилось почти в 3 раза по сравнению с его населением и в среднем увеличивалось на 13,66 % в год. Согласно переписи населения 2017 года, население района составляет 663 313 человек.

## География и администрация

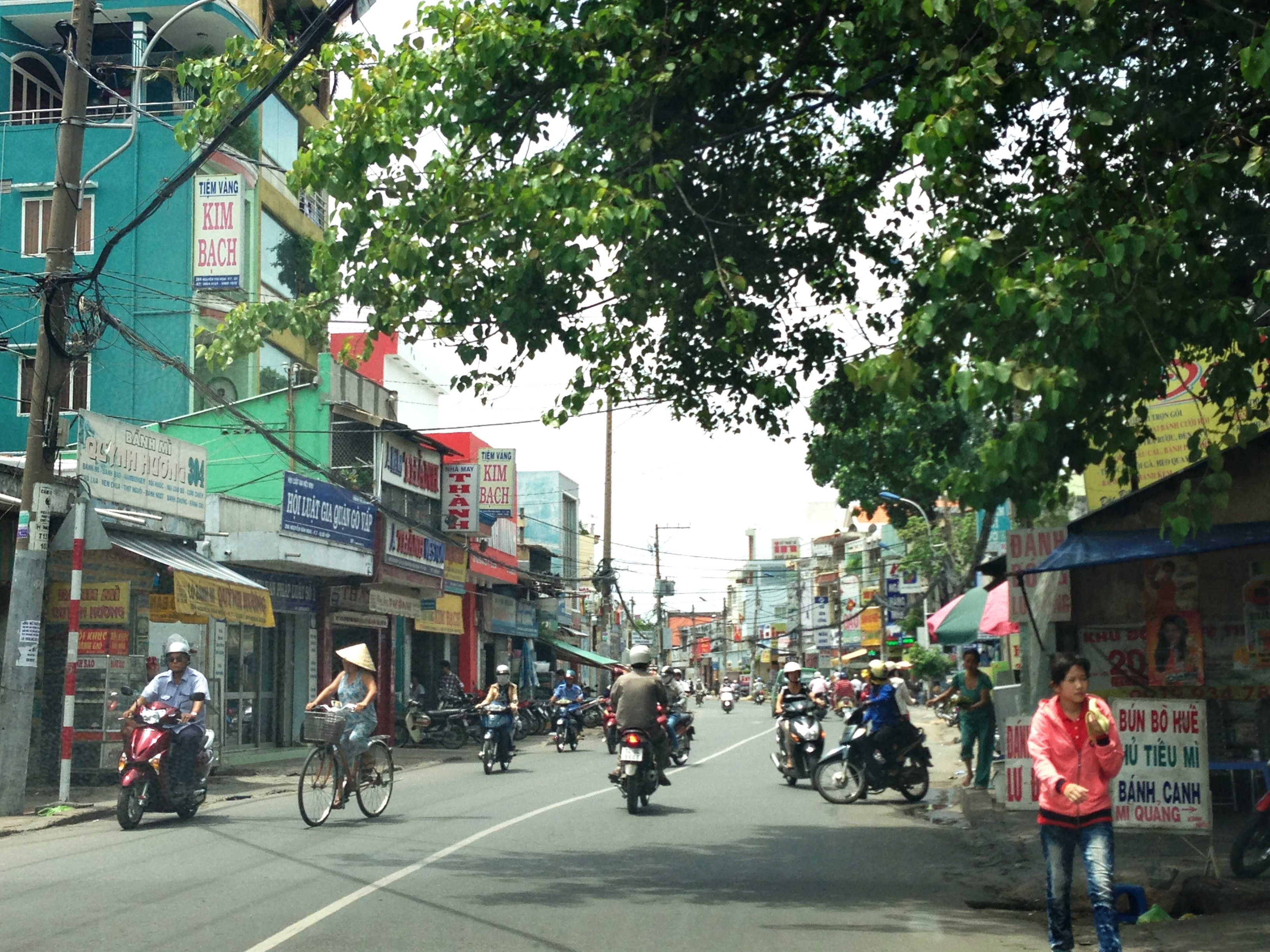
Улица Нгуен Ван Нги

Говап — городской район, расположенный на северо-западе города Хошимин. Говап граничит с районом 12 на северо-западе, районом Фунюан на юге, районом Танбинь на западе и районом Биньтхань на востоке. Общая площадь района Говап составляет 20 км².
В июле 1976 года два квартала (Биньхоа и Тханьмитай) отделились от района Говап и образовали район Биньтхань. Позже квартала Мибинь присоединился к району Кути, а Ньибинь, Тханьлок, Анфудонг и Тантхойхиэп присоединились к району Хокмон . Район Говап сейчас состоит из 16 кварталов — 1, 3, 4, 5, 6, 7, 8, 9, 10, 11, 12, 13, 14, 15, 16 и 17. Бо́льшая часть кварталов являются жилыми.
Исторически, Говап был частью провинции Зянь до 1976 года, когда провинция была переименована в город Хошимин.

## Население
Согласно переписи населения 2017 года, население района составляет 663 313 человек, а плотность населения — 33 602 человека на км². В Говапе проживает 8 этнических групп: вьеты (98 %), хоа (1,8 %) и остальные 6 малых этнических групп (около 0,2 %).